# Caserma Zanetti
La caserma Zanetti dell'Esercito Italiano, sita a Serle, in provincia di Brescia, occupa buona parte del Monte Tre Cornelli. È tutt'oggi in uso e viene utilizzata come Deposito esplosivi e munizioni. Amministrativamente occupa anche i comuni di Paitone e di Vallio Terme.